# Apyretina catenulata
Apyretina catenulata là một loài nhện trong họ Thomisidae.
Loài này thuộc chi Apyretina. Apyretina catenulata được Eugène Simon miêu tả năm 1903.